# 山本秋桜里
山本 秋桜里（やまもと しおり、1991年10月23日 - ）は、日本プロ麻雀連盟に所属する競技麻雀のプロ雀士。福岡県出身。

## 人物
麻雀店でアルバイトをしていたことがプロ雀士を志すきっかけとなった。日本プロ麻雀連盟29期生。
愛称は「Spunky-cat」。大の猫好きであり、愛猫の「秀吉」が自身のブログにしばしば登場する。
麻雀以外の趣味にバイクを挙げており「走太」と名付けたスズキ・ST250に乗っている。